# JS El Biar
El JS El Biar es un equipo de fútbol de Argelia que juega en la Ligue Regionele I..

## Historia
Fue fundado el 15 de diciembre de 1944 en el distrito de El Biar en la capital Argel por un grupo de amigos.
Su mejor época ha sido entre los años 1960 y años 1980, periodo en el cual era un participante recurrente en la Segunda División de Argelia y con constantes apariciones en la Copa de Argelia, llegando a los cuartos de final eliminados por el MO Constantine por 1-7.

## Jugadores

### Jugadores destacados
| - Ali Djema - Djamel Amani - Zoubir Bachi - Nassim Bounekdja - Bouzid Mahyouz | - Abdelhak Benchikha - Mahmoud Guendouz - Mohamed Hamdoud - Tarek Lazizi - Djamel Menad | - Fawzi Moussouni - Lahcène Nazef - Rabah Saâdane - Abderrahmane Soukhane |